# Kamenec u Poličky
Kamenec u Poličky – gmina w Czechach, w powiecie Svitavy, w kraju pardubickim. Według danych z dnia 1 stycznia 2014 liczyła 555 mieszkańców.